# Группа кос

Произведение кос

Группа кос — группа, образованная для заданного {\displaystyle n} всеми косами из {\displaystyle n} нитей относительно операции произведения кос. Является центральным объектом изучения теории кос и обозначается символом {\displaystyle B_{n}}.
Группа кос наделяется рядом математических структур, происходящих из алгебры, комбинаторики, геометрии и топологии, и допускает множество различных интерпретаций.
Группа {\displaystyle B_{n}} впервые явно описана Эмилем Артином в 1925 году (см. Теория кос § История).

## Определение
Группа кос имеет несколько различных воплощений, которые приводят к изоморфным группам. Ниже представлены основные такие воплощения, рассматриваемые в литературе.

### Геометрические косы
Классический подход к определению группы кос основан на конструкции умножения кос. Так, произведением двух кос {\displaystyle \alpha } и {\displaystyle \beta } из одинакового числа нитей называется коса {\displaystyle \alpha \beta }, полученная путём соединения правых концов нитей первой косы с левыми концами нитей второй косы.
Такое умножение задаёт на множестве {\displaystyle B_{n}} всех кос из {\displaystyle n} нитей ассоциативную бинарную операцию. Тривиальная коса из {\displaystyle n} нитей, то есть такая, у которой все нити являются прямыми, является нейтральным элементом относительно умножения кос. Далее, все элементы из {\displaystyle B_{n}} обратимы относительно данной операции, а именно, обратным элементом к данному является обратная коса, которая получается из исходной косы отражением относительно плоскости, перпендикулярной её нитям. Таким образом, вместе с операцией умножения множество {\displaystyle B_{n}} является группой, которая называется группой кос из {\displaystyle n} нитей.
Данный подход к определению группы кос восходит к теории узлов.

Образующие Артина, обратные к ним и коса, заданная некоторым артиновским словом

### Задание образующими и соотношениями
Согласно теореме Артина, группа кос порождается образующими Артина и допускает в этих образующих следующее конечное задание:
{\displaystyle B_{n}\cong \langle \sigma _{1},\sigma _{2},\ldots ,\sigma _{n-1}\mid \sigma _{i}\sigma _{i+1}\sigma _{i}=\sigma _{i+1}\sigma _{i}\sigma _{i+1}} для {\displaystyle 1\leq i\leq n-2;\ \ \sigma _{i}\sigma _{j}=\sigma _{j}\sigma _{i}} для {\displaystyle |i-j|\geq 2\rangle }.
Данный изоморфизм предоставляет независимое определение группы кос, которое восходит к комбинаторной теории групп.

### Траектории движения точек на плоскости
Группа кос может быть задана своим классифицирующим пространством, а именно, она изоморфна фундаментальной группе конфигурационного пространства {\displaystyle \operatorname {UConf} _{n}(\mathbb {R} ^{2})} неупорядоченных наборов {\displaystyle n} различных точек евклидовой плоскости:
{\displaystyle B_{n}\cong \pi _{1}(\operatorname {UConf} _{n}(\mathbb {R} ^{2}))}.
Данный изоморфизм предоставляет независимое определение группы кос, которое восходит к теории гомотопий.

### Автоморфизмы свободной группы
Группа кос изоморфна группе сплетающих автоморфизмов свободной группы.

### Автогомеоморфизмы проколотого диска
Группа кос изоморфна группе классов отображений замкнутого диска с {\displaystyle n} проколами:
{\displaystyle B_{n}\cong {\rm {Mod}}(D_{n}^{2};\partial D_{n}^{2})}.
Данный изоморфизм предоставляет независимое определение группы кос, которое восходит к двумерной топологии.

## Свойства
Согласно теореме Артина, группы кос из малого числа нитей допускают следующие элементарные описания. Группа кос из одной нити тривиальна:
{\displaystyle B_{1}=\{1\}}.
Группа кос из двух нитей является бесконечной циклической:
{\displaystyle B_{2}\cong \langle \sigma _{1}\mid \varnothing \rangle \cong \mathbb {Z} }.
Группа кос из трёх нитей изоморфна группе трилистника:
{\displaystyle B_{3}\cong \langle \sigma _{1},\sigma _{2}\mid \sigma _{1}\sigma _{2}\sigma _{1}=\sigma _{2}\sigma _{1}\sigma _{2}\rangle }.
При {\displaystyle n\geq 3} ранг группы кос {\displaystyle B_{n}} равен двум. Так, она не является циклической (и даже не является абелевой), но может быть порождена двумя элементами {\displaystyle \sigma _{1}} и {\displaystyle \sigma _{1}\sigma _{2}\ldots \sigma _{n-1}}.

### Абелианизация и коммутант
При {\displaystyle n\geq 2} абелианизация группы кос {\displaystyle B_{n}} изоморфна бесконечной циклической группе:
{\displaystyle B_{n}/[B_{n},B_{n}]\cong \mathbb {Z} }.
Гомоморфизм абелианизации {\displaystyle B_{n}\to \mathbb {Z} } сопоставляет косе {\displaystyle \beta } её экспоненциальную сумму {\displaystyle {\rm {exp}}(\beta )}.
Таким образом, коммутант группы кос состоит из тех кос, у которых экспоненциальная сумма равна нулю:
{\displaystyle [B_{n},B_{n}]=\{\beta \in B_{n}\mid {\rm {exp}}(\beta )=0\}}.
Например, группа {\displaystyle [B_{3},B_{3}]} является свободной ранга два с базисом {\displaystyle \sigma _{2}\sigma _{1}^{-1}} и {\displaystyle \sigma _{1}\sigma _{2}\sigma _{1}^{-2}}.

### Центр

Полный оборот лежит в центре группы кос

Центр группы кос является циклическим. А именно, при {\displaystyle n\geq 3} он порождается полным оборотом:
{\displaystyle Z(B_{n})=\langle \Delta _{n}^{2}\rangle }.
Кроме того,
{\displaystyle Z(B_{2})=\langle \Delta _{1}\rangle =B_{2}}.
Данное свойство позволяет установить, что при {\displaystyle n\neq m} группы {\displaystyle B_{n}} и {\displaystyle B_{m}} не изоморфны.

### Автоморфизмы
Задача описания автоморфизмов группы кос была поставлена Эмилем Артином в 1947 году и решена в 1981 году в работе Джоан Дайер и Эдны Гроссман.
При {\displaystyle n\geq 2} группа внешних автоморфизмов {\displaystyle {\rm {Out}}(B_{n})} группы кос {\displaystyle B_{n}} является циклической и порождена классом автоморфизма-отражения {\displaystyle \tau _{n}}, действующего на образующих Артина формулой
{\displaystyle \sigma _{i}\mapsto \sigma _{i}^{-1}}.
Данный автоморфизм имеет порядок два, и имеется изоморфизм
{\displaystyle {\rm {Out}}(B_{n})\cong \mathbb {Z} /2\mathbb {Z} }.
Точная последовательность
{\displaystyle 1\to {\rm {Inn}}(B_{n})\to {\rm {Aut}}(B_{n})\to {\rm {Out}}(B_{n})\to 1}
расщепляется, и группа автоморфизмов группы кос раскладывается в полупрямое произведение:
{\displaystyle {\rm {Aut}}(B_{n})\cong {\rm {Inn}}(B_{n})\rtimes \langle \tau _{n}\rangle }.
Группа внутренних автоморфизмов {\displaystyle {\rm {Inn}}(B_{n})} группы кос, будучи изоморфной её факторгруппе по центру, также изоморфна группе классов отображений сферы с {\displaystyle n} проколами:
{\displaystyle {\rm {Inn}}(B_{n})\cong B_{n}/Z(B_{n})\cong {\rm {Mod}}(S_{n}^{2})}.
Например, группа внутренних автоморфизмов группы кос из трёх нитей изоморфна модулярной группе:
{\displaystyle {\rm {Inn}}(B_{3})\cong B_{3}/Z(B_{3})\cong {\rm {Mod}}(S_{3}^{2})\cong {\rm {PSL}}_{2}(\mathbb {Z} )}.
Подводя итог, группа автоморфизмов группы кос изоморфна расширенной группе классов отображений сферы с {\displaystyle n} проколами:
{\displaystyle {\rm {Aut}}(B_{n})\cong {\rm {Mod}}^{\pm }(S_{n}^{2})}.

### Кручение
При {\displaystyle n\geq 2} группа кос не имеет кручения. Иными словами, любая коса, кроме тривиальной, имеет бесконечный порядок.
Одна из причин отсутствия кручения — наличие линейных порядков на группах кос. Например, порядка Деорнуа.
Другая причина состоит в том, что фундаментальная группа любого асферического конечномерного CW-комплекса не имеет кручения, а конфигурационное пространство {\displaystyle \operatorname {UConf} _{n}(\mathbb {R} ^{2})} является асферическим многообразием.

### Остаточная конечность и хопфовость
При {\displaystyle n\geq 2} группа кос {\displaystyle B_{n}} является остаточно конечной. В частности, она хопфова.

### Извлечение корней

Извлечение корней из кос однозначно с точностью до сопряженности

Для данных косы {\displaystyle \beta \in B_{n}} и целого числа {\displaystyle m} задача определения того, существует ли коса {\displaystyle \alpha \in B_{n}} со свойством {\displaystyle \alpha ^{m}=\beta }, алгоритмически разрешима. Но такая коса {\displaystyle \alpha } не обязательно единственна. Например, для любого {\displaystyle n\geq 2} в группе кос {\displaystyle B_{n}} фундаментальная коса {\displaystyle \Delta _{n}^{2}} допускает следующие представления:
{\displaystyle (\sigma _{1}\sigma _{2}\ldots \sigma _{n-1})^{n}=(\sigma _{n-1}\sigma _{n-2}\ldots \sigma _{1})^{n}}.
При {\displaystyle n\geq 3} косы {\displaystyle \sigma _{1}\sigma _{2}\ldots \sigma _{n-1}} и {\displaystyle \sigma _{n-1}\sigma _{n-2}\ldots \sigma _{1}} различны, поскольку, например, различны их перестановки.
В сборнике открытых проблем комбинаторной теории групп Геннадий Семёнович Маканин сформулировал гипотезу о том, что любые два решения предыдущего уравнения сопряжены в группе кос. Вскоре, с помощью классификации Нильсена-Тёрстона, она была доказана. Таким образом, извлечение корней из кос является однозначным с точностью до сопряженности.

### Псевдохарактеры
При {\displaystyle n\geq 3} пространство псевдохарактеров группы кос {\displaystyle B_{n}} бесконечномерно. Примечательный псевдохарактер на группе кос задаёт закрученность косы.

### Линейность
При всех {\displaystyle n\geq 1} группа кос {\displaystyle B_{n}} является линейной, то есть допускает точное представление в полную линейную группу над некоторым полем. Например, представление Лоуренс – Краммера – Бигелоу является точным. Представление Бурау, напротив, имеет нетривиальное ядро при всех {\displaystyle n\geq 5}, но является точным при {\displaystyle n\leq 3}, а вопрос о его точности при {\displaystyle n=4} остаётся открытым.

## Подгруппы

Образующие Маркова группы крашеных кос

### Группа крашеных кос
Множество всех крашеных кос из {\displaystyle n} нитей образует нормальную подгруппу группы кос {\displaystyle B_{n}}, которая обозначается символом {\displaystyle P_{n}}.
Для каждого {\displaystyle n\in \mathbb {N} } группа {\displaystyle P_{n}} является конечнопорождённой, а именно, она порождается {\displaystyle n(n-1)/2} косами
{\displaystyle A_{i,j}:=\sigma _{j-1}\sigma _{j-2}\ldots \sigma _{i+1}\sigma _{i}^{2}\sigma _{i+1}^{-1}\ldots \sigma _{j-2}^{-1}\sigma _{j-1}^{-1},}
называющимися образующими Маркова, где {\displaystyle i} и {\displaystyle j} таковы, что {\displaystyle 1\leq i<j\leq n.}

## Факторгруппы

### Симметрическая группа
Сопоставление {\displaystyle \beta \mapsto \pi _{\beta }} косе её перестановки задаёт групповой эпиморфизм
{\displaystyle \pi \colon B_{n}\to S_{n}}
из группы кос в симметрическую группу. Он переводит образующие Артина {\displaystyle \sigma _{i}} в элементарные транспозиции {\displaystyle s_{i}:=(i,i+1)}.
С помощью данного эпиморфизма косы из {\displaystyle n} нитей можно рассматривать как физический аналог перестановок множества {\displaystyle \{1,2,\ldots ,n\}}. Утверждение о том, что каждая коса представляется в виде произведения образующих Артина и их обратных, обобщает тот факт, что каждую перестановку можно представить в виде композиции транспозиций {\displaystyle s_{i}}. Принципиальное отличие состоит в том, что {\displaystyle \sigma _{i}\neq \sigma _{i}^{-1}}, в то время как {\displaystyle s_{i}=s_{i}^{-1}}. Таким образом, грубо говоря, при описании косы в терминах элементарных транспозиций {\displaystyle (i,i+1)} необходимо задать не только индексы {\displaystyle i}, но то, как именно на этом участке нити под номерами {\displaystyle i} и {\displaystyle i+1} меняются местами — проходит первая или под второй. Игнорирование этой информации и приводит к понятию перестановки, соответствующей косе.
Ядром эпиморфизма {\displaystyle \pi } является группа крашеных кос {\displaystyle P_{n}}. Согласно теореме о гомоморфизме,
{\displaystyle B_{n}/P_{n}\cong S_{n}}.
В частности, группа крашеных кос является нормальной подгруппой группы {\displaystyle B_{n}} индекса {\displaystyle n!}.

### Усечённая группа кос
Для {\displaystyle n,m\in \mathbb {N} } группа {\displaystyle B_{n}(m)}, заданная стандартными образующими и соотношениями группы кос {\displaystyle B_{n}}, а также дополнительной серией соотношений вида
{\displaystyle \sigma _{i}^{m}=1} для {\displaystyle 1\leq i\leq n-1,}
называется усечённой группой кос.
Например, при {\displaystyle m=2} данное описание является стандартным заданием симметрической группы:
{\displaystyle B_{n}(2)\cong S_{n}}.
Две косы из {\displaystyle n} нитей имеют совпадающие образы относительно канонической проекции
{\displaystyle B_{n}\to B_{n}(m)}
в том и только том случае, если одну косу можно получить из другой конечной последовательностью {\displaystyle m}-преобразований (см. Коса (математика) § Локальные преобразования кос).
Как показал Гарольд Коксетер, при {\displaystyle n,m\geq 3} группа {\displaystyle B_{n}(m)} конечна тогда и только тогда, когда
{\displaystyle (n,m)\in \{(3,3),(3,4),(3,5),(4,3),(5,3)\}},
причем в этих случаях порядок группы {\displaystyle B_{n}(m)} равен, соответственно, {\displaystyle 24,} {\displaystyle 96,} {\displaystyle 600,} {\displaystyle 648} и {\displaystyle 155520.}

### Группа гомотопических кос
Для {\displaystyle n\in \mathbb {N} } группа {\displaystyle {\hat {B}}_{n}}, заданная стандартными образующими и соотношениями группы кос {\displaystyle B_{n}}, а также дополнительной бесконечной серией соотношений вида
{\displaystyle [A_{j,k},gA_{j,k}g^{-1}]=1} для {\displaystyle 1\leq j<k\leq n} и элемента {\displaystyle g} подгруппы группы крашеных кос, порождённой элементами {\displaystyle A_{1,k},A_{2,k},\ldots ,A_{k-1,k},}
где символ {\displaystyle [x,y]:=xyx^{-1}y^{-1}} обозначает коммутатор элементов {\displaystyle x} и {\displaystyle y}, а символ {\displaystyle A_{j,k}} обозначает образующую Маркова группы крашеных кос, называется группой гомотопических кос.
Две косы из {\displaystyle n} нитей имеют совпадающие образы относительно канонической проекции
{\displaystyle B_{n}\to {\hat {B}}_{n}}
в том и только том случае, если они гомотопны.